# Yue (乐)
Yue 乐 (spreek uit als [Yuh]) is een Chinese familienaam. Soms wordt het in pinyin ook Le (spreek uit als [Luh]) genoemd. In Hongkong wordt de achternaam door HK-romanisatie geromaniseerd als Lok, terwijl het in de schrijftaal uitgesproken wordt als Ngok. Deze familienaam staat op de 81e plaats van de Baijiaxing. De familienaam bestaat al ongeveer drieduizend jaar. Yue Yi/乐毅 wordt door Yue's beschouwd als de meest heldhaftige en moedigste verwant. Hij was een belangrijke generaal tijdens de periode van Strijdende Staten. Tegenwoordig zijn er relatief maar zeer weinig mensen met deze achternaam.
- Vietnamees: Nhạc

## Bekende personen met de naam Yue, Le of Lok 乐
- Yue Yang
- Yue Yi
- Yue Jin
- Yue Xianyang
- Yue Yiqin
- Jingyi Le
- Virginia Lok